# Megaherpystis
Megaherpystis är ett släkte av fjärilar. Megaherpystis ingår i familjen vecklare.
Kladogram enligt Catalogue of Life:
| Megaherpystis | \| \| Megaherpystis eusema \| \| \| \| \| \| Megaherpystis melanoneura \| \| \| \| |
|               | \| \| Megaherpystis eusema \| \| \| \| \| \| Megaherpystis melanoneura \| \| \| \| |
|               | Megaherpystis eusema                                                               |
|               |                                                                                    |
|               | Megaherpystis melanoneura                                                          |
|               |                                                                                    |